# Sombra Negra
«Сомбра Негра» (исп. Sombra Negra, букв. «Чёрная тень»), также известная как «Эль Клан де Планта» (исп. El Clan de Planta, букв. «Клан завода») — собирательное название военизированной группировки, представляющей собой несколько «эскадронов смерти», которые осуществляют самосуд над членами организованных преступных группировок в Сальвадоре. В состав группы входят бывшие сотрудники силовых органов Сальвадора — полицейские и военнослужащие — которые придерживаются идеологии самосуда, считая, что полиция и вооружённые силы насквозь пропитаны коррупцией и не в состоянии покончить с преступностью.
Правительство Сальвадора всячески отрицает свою причастность к поддержке группировки. При этом правозащитные организации (например, католическая организация гуманитарной помощи Tutela Legal) утверждают, что группа представляет опасность для общества в связи со следованием идеологии самосуда, но получает одобрение и негласную поддержку со стороны некоторых высокопоставленных сотрудников полиции и командного состава вооружённых сил Сальвадора, а также от простых жителей страны, одобряющих идею «выжигания» нежелательных элементов общества.

## История

### Характеристика группировки
Впервые существование группировки было зафиксировано в декабре 1994 года в департаменте Сан-Мигель, где наблюдались всплеск преступности и очередная волна насилия. По состоянию на апрель 1995 года некоторые члены группы утверждали, что участниками их организации были убиты 17 человек, подозреваемые в совершении серьёзных преступлений (в том числе члены банд), уклонявшиеся от уголовной ответственности. При этом, согласно газете The Baltimore Sun, не менее «трёх дюжин» убийств приписывалось группировке «Sombra Negra», а сами члены нередко угрожали и судьям.
Характерной чертой для действий «Сомбра Негра» были связанные руки или пальцы убитых, а также завязанные глаза; все выстрелы делались в затылок для того, чтобы смерть была быстрой (попадания были характерны для выстрелов из автоматических винтовок или пистолетов-пулемётов). Сами члены группировки носили чёрные маски во избежание опознания, приезжали на автомобилях без номерных знаков и с затемнёнными окнами. От имени некоторых лиц, якобы говоривших за всю «Сомбра Негра», утверждалось, что среди личного состава есть армейские снайперы и эксперты по взрывным устройствам. Все совершённые убийства обосновывались тем, что полиция Сальвадора была якобы не в состоянии заставить людей исполнять закон и бороться против криминалитета, а сама «Сомбра Негра» очищала общество от нежелательных элементов в лице преступных группировок.
Среди заклятых врагов группировки были банды «Mara Salvatrucha» (MC-13), которая орудовала преимущественно в Лос-Анджелесе, и «18th Street gang». Члены MC-13 были широко узнаваемы благодаря обилию татуировок, что делало их гипотетическими целями для «Sombra Negra». Один из членов банды, некто Фернандо Рамирес, осуждённый на 60 лет тюрьмы с пятью последующими годами лишения свободы условно, даже просил свести его татуировки, прежде чем его депортируют в Сан-Сальвадор, опасаясь, что кто-нибудь узнает его и попытается уничтожить.

### Уголовное дело и подражатели
В июле 1995 года в Сан-Мигеле были арестованы 16 человек (в том числе четыре высокопоставленных офицера полиции), которым инкриминировалось членство в «Сомбра Негра». В ноябре 1995 года семеро из них (в том числе двое полицейских) были полностью оправданы за отсутствием доказательств, в июне 1996 года обвинения сняли ещё с шестерых (в том числе двух полицейских), остальные трое предстали перед судом, но в апреле 1997 года окончательно были оправданы. При этом Национальная гражданская полиция заявила, что решила вопрос с группировкой окончательно; число убийств с подобными обстоятельствами в последующие годы значительно снизилось.
Однако с декабря 1998 по январь 1999 года в Сальвадоре были зафиксированы не менее дюжины убийств членов малолетних банд, которые снова связали с деятельностью «Сомбра Негра». Сообщения о своей причастности оставили две группировки вигилантов, представившиеся как «Группа истребления» (исп. Grupo de Exterminio) и «Глас народа» (исп. La Voz del Pueblo). В сентябре 1998 года в департаменте Санта-Ана прокатилась волна нападений на малолетних преступников, после которой сообщения о своей причастности к убийствам оставила некая группировка «Los Chicos Buenos 666», потребовавшая в ультимативной форме от преступников сложить оружие. Сотрудники полиции, расследуя эти убийства, изначально полагали, что речь шла о разборках двух группировок, однако прокуратура придерживалась иного мнения, списав это на деятельность вигилантов — такое мнение огласил Дуглас Мелендес, генеральный прокурор подрегиона Мехиканос.
По его словам, для некоторых случаев были характерны связывание рук бандитам и завязывание глаз, а также выстрелы в затылок из автоматического оружия; незадолго до похищения и убийства рядом оказывались автомобили с затемнёнными стёклами, а убийства совершались без свидетелей в заброшенных уголках. Документы у жертв отсутствовали, однако всех можно было опознать по татуировкам; для родственников некоторых погибших факты причастности убитых к преступной деятельности становились открытием, когда шла процедура опознания. При этом оставшиеся в живых члены банд утверждали, что против них операцию проводили сотрудники Национальной гражданской полиции Сальвадора.

### Наши дни
После долгой паузы в 2014 году по Сальвадору снова прокатилась волна вооружённых нападений и убийств преступников, а на стенах появились граффити «Смерть гангстерам» (исп. Muerte para mareros). Так, на один из домов, где находилось семь человек (в том числе четыре члена Mara Salvatrucha), было совершено нападение неизвестных, одетых в чёрную униформу и вооружённых автоматами M16: четверых связали, подвергли пыткам, а затем убили выстрелами в голову всех задержанных. На следующий день по стране стали распространять листовки с призывами в адрес Mara Salvatrucha в течение пяти дней прекратить свою деятельность и угрозами убийства в случае отказа. Генеральный прокурор и полномочный представитель по правам человека Давид Моралес сообщил, что к этому может быть причастна «Сомбра Негра», однако заявил, что в преступных группировках участились случаи изнасилования тех, кто якобы подозревался в сотрудничестве с вигилантами.
В марте 2016 года ещё четверо бандитов MS-13 были вывезены в Сан-Антонио-Сильва на грузовике членами «Сомбра Негра» и расстреляны на футбольном поле. В течение 19 дней в январе 2019 года в Сальвадоре произошло более 200 убийств, ответственность за которые снова взяла на себя «Сомбра Негра», заявив, что пытается помочь обычным гражданам избавиться от чувства страха и что все убитые преступники приравниваются к террористам. Так, 25 января в Параисо-де-Осорио (департамент Ла-Пас) был найден труп члена MS-13 со связанными руками, кляпом во рту и пулей в голове и надписью с угрозами в адрес бандитов. Второй такой случай произошёл в Сан-Хорхе (департамент Сан-Мигель).
Считается, что «Сомбра Негра» действует не только в Сальвадоре, но и Гондурасе и Гватемале, пытаясь покончить с преступностью полностью в зоне Северного центральноамериканского треугольника. Однако есть версия, что аналогичную борьбу с преступностью Гондурас ведёт своими силами без помощи «коллег» из Сальвадора: так, в результате пожаров в двух тюрьмах от отравления угарным газом или ожогов тела погибли 164 осуждённых преступника из банды Mara Salvatrucha, причём выжившие обвиняли охрану в халатности, а правозащитники утверждали, что команду не помогать преступникам отдало правительство.

## В массовой культуре
- В американском телесериале «Бойтесь ходячих мертвецов» один из героев, Даниэль Салазар (роль исполнил Рубен Блейдс) — бывший член «Сомбра Негра», который состоял в эскадроне смерти и лично был причастен к убийству сотен сальвадорцев[13].